# Seleno Clarke
Seleno Clarke (circa 1940) is een Amerikaanse musicus die hammondorgel speelt. Stilistisch beweegt hij zich tussen funk-, gospel-, soul- en jazzmuziek. New York Magazine beschreef hem als een "zwaar onderschatte organist“.

## Biografie
Clarke begon zijn loopbaan in de jaren 60 als saxofonist in het orkest van Count Basie, maar hij stapte over op het hammondorgel en ging met eigen groepen werken. In die bands speelden ook gastmusici als Grant Green en George Benson. Dat decennium kwam hij met een reeks singles, zoals Soulful Drop/Memphis Boogaloo en Exploitation of Soul/Stimulation. In de late jaren 70 leidde hij de groep Seleno Clarke and the Jazz Suspensions; vanaf de jaren 90 trad hij op met zijn kwintet Clarke's Harlem Groove Band, in New Yorkse clubs als de American Legion Post 398, Showman's Cafe, Zinc Bar, Lenox Lounge, Smoke en andere jazzclubs in Harlem. In zijn band speelde o.a. R&B-veteraan Maxwell Lucas. George Benson produceerde Clarke's debuutalbum All in One Diversity (1999). In 2003 verscheen ook nog een live-album, Diversity #2, opgenomen in jazzclub Smoke in Manhattan, met Jim Rotondi en Eric Alexander.